# Ana Isabel Conejo
Ana Isabel Conejo, también conocida como Ana Alonso y Ana Isabel Umbral, (n. Tarrasa, 1970) es una poeta, escritora de literatura juvenil y traductora española en castellano.

## Biografía
Nació en el 1970, hija de José María Conejo, que era filósofo. Ha vivido casi toda su vida en León donde cursó Ciencias Biológicas en su Universidad para completar después su formación en Escocia y Francia.
Era profesora y traductora y su obra literaria se centra en la poesía, la novela histórica y la narrativa infantil y juvenil.

## Trayectoria
En su primer libro Umbral (Premio de poesía Universidad de León, 1990) ya mostró una poesía enérgica que conjugaba el impulso de la juventud con texturas complejas.

Para Ildefonso Rodríguez:
En la narración de una edad, con todas sus connotaciones, se alza una imagen totalizante: el yo se transforma en un cuerpo mayor y primitivo, también coloreado por el ingenuismo, un cuerpo natural y cultural que transita en dos direcciones por la dialéctica de lo grande y lo pequeño. Hay imágenes que conmocionan (trasladan el sentido) y otras que levantan una verdad admitida por el lector. Con un ritmo que combina los efectos llanos con plantillas traídas del gran romántico adolescente, se controla la dispersión y dejando entrar mundo,se genera mundo.
Siguieron sus libros Prisión o llama, Ciclos (Premio Pastora Marcela, 2002) y Grises (Premio Ana de Valle, 2002) en las que se le va notando la madurez, hasta alcanzarla en Vidrios, vasos, luz, tardes (accésit del Adonáis, 2003) y sobre todo en Átlas (Premio Hiperión, 2005).
Entre otros de sus galardones cuenta con dos premios internacionales de poesía, uno por su obra Colores (2006) y Rostros (2007). La autora es también galardonada con el Premio de literatura infantil Barco de Vapor 2008 por El secreto de If,

Para el crítico José Luis García Martín:
Buena parte de los poemas de Átlas —y de ahí el título— se dedican a evocar lugares que están a medio camino entre la geografía y el mito, entre la ensoñación y la historia: Mash-kan-Shapir, una Venecia muerta entre las dunas, con los canales hundiendo «su esqueleto de lluvia en los blandos aluviones del Tigris»;  Recópolis, «perlas y ópalos engarzados al círculo sagrado de la historia»; Deir el-Medina, «un bosque de papiros de piedra»... Bastan estas mínimas citas para darnos cuenta de la deuda de Ana Isabel Conejo con el exotismo modernista.
Se inició en la novela histórica con Los cabellos de Santa Cristina (beca de creación del Instituto Leonés de Cultura, 2000), donde recrea la vida en León en el siglo XI, ciudad a la que regresan unas monjas llevadas a Córdoba por Almanzor, que cuentan maravillas de su estancia en la capital de la España musulmana.
Ha colaborado también y bajo el seudónimo de Ana Isabel Umbral, con el que firmó sus primeros libros, en la revista El signo del gorrión.
En colaboración con Javier Pelegrín, ha escrito varias novelas juveniles. Con El secreto de If se alzaron con el premio El Barco de Vapor 2008, y son autores de la exitosa serie de novelas llamada La llave del tiempo, que combina el mundo de la ciencia ficción con los relatos fantásticos y de aventuras.

El crítico Gustavo Puerta Leisse en El Cultural opinaba sobre esta serie de novelas juveniles: 
Destaca lo bien articulado de su trama, el perspicaz dominio narrativo y la complejidad estructural y temática que adquiere la historia. Por fin encontramos una obra española que puede convertirse en un bestseller juvenil sin por ello sacrificar la calidad literaria.
En solitario y firmando como Ana Alonso ha cultivado la literatura infantil con diversos títulos (vide infra Obra).

## Obra

### Narrativa
- Narraciones de Maestros .Colecciòn Relatos. Editorial Davinci Continental, 2010

### Traducciones
- Otra vuelta de tuerca de Henry James. Anaya, 2000.
- Florencia y Toscana de Jepson Tim. Editorial Everest, 1995.
- México de Fiona Dun Pop. Editorial Everest, 2005.
- Tailandia de Tim Locke y Dick Wilson. Editorial Everest, 2005.
- Cuentos y leyendas de Armenia de Reine Cioulachtjian. Anaya, 2005.
- Cuentos y leyendas de las mil y una noches de Gudule. Anaya, 2005.
- Cuentos y leyendas de los vikingos de Lars Haraldson. Anaya, 2006.
- Cuentos de los enigmas de la historia de Gilles Massardier. Anaya, 2006.

### Novela
- Los cabellos de Santa Cristina. Instituto Leonés de Cultura, 2003.
- La torre y la isla en colaboración con Javier Pelegrín. Anaya, 2006.
- La esfera de medusa en colaboración con Javier Pelegrín. Anaya, 2007. (Novela juvenil)
- La ciudad infinita en colaboración con Javier Pelegrín. Anaya, 2007. (Novela juvenil)
- El jinete de plata en colaboración con Javier Pelegrín. Anaya, 2008. (Novela juvenil)
- Uriel en colaboración con Javier Pelegrín. Anaya, 2008. (Novela juvenil)
- La puerta de Caronte en colaboración con Javier Pelegrín. Anaya, 2009. (Novela juvenil)
- El palacio del silencio en colaboración con Javier Pelegrín. Anaya, 2009. (Novela juvenil)
- El viaje de Zoe en colaboración con Javier Pelegrín. Anaya, 2010. (Novela juvenil)
- El secreto de If en colaboración con Javier Pelegrín. SM, 2008 (Novela Juvenil).  Premio El Barco de Vapor.
- Tatuaje en colaboración con Javier Pelegrín. Viceversa, 2009. (Novela juvenil)
- Profecía en colaboración con Javier Pelegrín. Viceversa, 2010. (Novela juvenil)
- Resurrección en colaboración con Javier Pelegrín. Viceversa, 2011. (Novela juvenil)
- Yinn. Fuego azul en colaboración con Javier Pelegrín. Anaya, 2011 (Novela Juvenil)
- Yinn. Luna roja en colaboración con Javier Pelegrín. Anaya, 2012 (Novela Juvenil)
- Yinn. Estrella dorada en colaboración con Javier Pelegrín. Anaya, 2013 (Novela Juvenil)
- Agencia Salamandra en colaboración con Javier Pelegrín. La Galera, 2012 (Novela Juvenil)
- La reina de cristal trilogía en colaboración con Javier Pelegrín. Edebé, 2014. (Novela juvenil)
- Odio el rosa. Historia de Sara en colaboración con Javier Pelegrín. Oxford, 2014 (Novela Juvenil)
- Odio el rosa. Historia de Dani en colaboración con Javier Pelegrín. Oxford, 2014 (Novela Juvenil)
- Odio el rosa 2. Historia de Lynda en colaboración con Javier Pelegrín. Oxford, 2015 (Novela Juvenil)
- Odio el rosa 2. Historia de Dark en colaboración con Javier Pelegrín. Oxford, 2015 (Novela Juvenil)
- El sueño de Berlín en colaboración con Javier Pelegrín. Anaya, 2015 (Novela Juvenil). Premio Anaya.
- El libro de los rostros en colaboración con Javier Pelegrín. SM, 2015 (Novela Juvenil)
- La casa de muñecas (Novela Juvenil).
- Mares de plástico (Anaya(Pizca de sal))2020
- Utopía. Una aventura filosófica (Novela Juvenil). Anaya. 1.ª edición (febrero) 2019. 4º edición (febrero) 2021
- Yo quería entender el universo. (Novela Juvenil). Anaya. 1. ª edición (enero) 2024.￼

## Galardones
- Premio de Poesía Universidad de León, 1990
- Premio Pastora Marcela, 2002.
- Premio Ana de Valle, 2001.
- Accésit del Premio Adonáis de Poesía, 2003.
- XX Premio Hiperión de poesía, 2005.
- II Premio Internacional de Poesía Màrius Sampere 2006
- XI Premio Internacional de Poesía "Antonio Machado en Baeza" 2007
- Premio València de Poesía en castellano 2008
- XXX Premio El Barco de Vapor por El secreto de If.
- XII Premio Anaya por El sueño de Berlín.
- Premio Ojo crítico de poesía-Segundo Milenio, 2017.
- Premio Internacional de poesía Manuel Acuña de poesía en lengua española 2018